# Čtvrtek
Čtvrtek je označení pro čtvrtý den po neděli (odtud i jeho název). V českém občanském kalendáři je považován za čtvrtý den týdne, v tradičním židovském a křesťanském kalendáři je prvním dnem v týdnu neděle, čtvrtek je pátým dnem v týdnu.

Slovo pro čtvrtek v evropských jazycích

## Význam čtvrtku
V byzantském ritu je čtvrtek dnem připomínky apoštolů a sv. Mikuláše.

## Různé názvy čtvrtku
I když český název „čtvrtek“ naznačuje, že týden začíná pondělkem, může se týden počítat i od neděle; potom je čtvrtek pátým dnem v pořadí, jak vysvítá ze středověkého latinského názvu feria quinta či z portugalského quinta-feira.
Přesto, podle normy ISO 8601, je čtvrtek považován za čtvrtý den v týdnu. Podobně je tomu kromě češtiny i v ostatních slovanských jazycích (polsky czwartek, rusky четверг).
V klasické latině se čtvrtek označoval jako Dies Jovis (Jovův den), z čehož vznikly názvy čtvrtku ve většině románských jazyků (it. Giovedì, špan. jueves, fr. jeudi apod.). Anglické Thursday či německé Donnerstag pochází od jména germánského boha Thóra; znamená tedy „Thorův den“.
V bavorském nářečí je možné se setkat také s názvem „Pfinztag“, což je převzato z řeckého „pempte hemera“ (pátý den). Tento název měl eliminovat název vycházející ze jména pohanského boha Thóra.
Hindský název pro čtvrtek je Guruvar, přičemž Guru je v sanskrtu název planety Jupiter.

## Zajímavosti
V Thajsku je barvou spojenou se čtvrtkem oranžová.

## Čtvrtek v náboženství
V hinduistickém náboženství je čtvrtek, který je nazýván guruvar, běžně postním dnem, zvláště v různých částech severní Indie.
Kvakeři tradičně označují čtvrtek jako „pátý den“, aby se vyvarovali názvu „Thursday“, vycházejícím ze jména pohanského boha. Označení čtvrtka jako pátého dne v týdnu se používá také v islandštině, moderní řečtině, portugalštině a v moderních semitských jazycích.
V křesťanské tradici zelený čtvrtek je čtvrtkem před Velikonocemi – den, kdy se konala Poslední večeře.
Čtvrtek Nanebevstoupení Páně je 40. den po Velikonocích, kdy Ježíš Kristus vstoupil na nebesa.
Ve Spojených státech je Den díkůvzdání každoročním svátkem, který se slaví čtvrtý čtvrtek v listopadu.
První čtvrtek v roce spadá vždy do prvního týdne v roce (určuje ho).
V hovorové řeči (zvláště v Německu) bývá čtvrtek označován jako „malý pátek“, což je výraz, vyjadřující zřejmě radost z blížícího se konce pracovního týdne.

## Astrologické znamení
Astrologické znamení pro čtvrtek je stejné jako pro planetu Jupiter, což vyplývá i z názvu čtvrtku v románských jazycích.

## Významné čtvrtky
- Černý čtvrtek odkazuje na datum 24. října 1929, kdy prudce klesly ceny rekordního objemu téměř 13 milionů akcií na Newyorské burze. Pět dní poté klesly ceny objemu 16 milionů akcií, což nebylo překonáno plných 39 let. V obrazných metaforách je tento krach na burze označován jako počátek Velké hospodářské krize.
- Špinavý čtvrtek, jinak také tlustý čtvrtek, poslední čtvrtek masopustu.
- Zelený čtvrtek
- Nanebevzetí Páně
- Dlouhý čtvrtek byl německý pokus o prodloužení otvírací doby obchodů každý čtvrtek v období let 1989 až 1996.
- Boží Tělo (Corpus Cristi)

## Přehled
| Jazyk         | Výslovnost                     | Význam           | Poznámka |
| ------------- | ------------------------------ | ---------------- | --- |
| Albánština    | enjte                          | –                | - |
| Angličtina    | Thursday                       | Thórův den       | doslovný překlad |
| Arabština     | يوم الخَمِيس jaum al-chamis      | pátý (den)       | doslovný překlad |
| Čeština       | čtvrtek                        | čtvrtý den týdne | ve slovanských jazycích jsou jména dnů spjatá s jejich pořadím v týdnu a s několika církevními obyčeji |
| Čínština      | 礼拜四 星期四 libaisi xingqisi | čtvrtý den týdne | Čínské dny v týdnu jsou číslovány 礼拜 libai je více jihočínská varianta slova týden a vychází zhruba ze smyslu „zbožňovat, ctít“ 星期 xingqi je jiný mandarinský výraz pro týden a skládá se z písmen 星 xing (= hvězda) a 期 qi (= období, perioda), může být tedy překládán jako „hvězdné období“, ohlas na původní babylonský význam. |
| Dánština      | torsdag                        | Thórův den       | doslovný překlad |
| Francouzština | jeudi                          | Jovův den        | doslovný překlad |
| Hebrejština   | יום חמישי jom chamiši          | pátý den         | doslovný překlad |
| Hindština     | गुरुवार guruvār                   | Den Jupitera     | doslovný překlad |
| Italština     | giovedì                        | Den Jova         | doslovný překlad |
| Japonština    | 木曜日 mokujóbi                | Den Jupitera     | Japonské dny v týdnu jsou nazývány podle nebeských těles: Slunce a Měsíc, pak následuje pět planet přiřazených jednomu z pěti elementů. |
| Korejština    | 목요일 mogyoil                 | Den Jupitera     | Korejské dny v týdny jsou též nazvány podle nebeských těles. |
| Latina        | dies Jovis                     | Den Jova         | doslovný překlad |
| Maďarština    | Csütörtök                      | Čtvrtý den týdne | převzato ze slovanského jazyka |
| Němčina       | Donnerstag                     | Thórův den       | významový překlad |
| Norština      | torsdag                        | Thórův den       | doslovný překlad |
| Novořečtina   | πέμπτη pémpti                  | pátý (den)       | doslovný překlad |
| Perština      | پنج شنبه pandš šanbe           | pátý den         | doslovný překlad |
| Portugalština | quinta-feira                   | pátý den         | doslovný překlad (slovo feira není samotné používáno ve smyslu "Den"; z lat. "feria" – volný den – pak "4. den po dni odpočinku" – tím byl míněn sabat |
| Ruština       | четверг četvérg                | čtvrtý den týdne | ve slovanských jazycích jsou jména dnů spjatá s jejich pořadím v týdnu a s několika církevními obyčeji |
| Španělština   | jueves                         | Den Jova         | doslovný překlad |
| Švédština     | torsdag                        | Thórův den       | doslovný překlad |
| Turečtina     | perşembe -                     |                  | |